# Cục Kỹ thuật, Quân chủng Phòng không-Không quân Việt Nam
Cục Kỹ thuật trực thuộc Quân chủng Phòng không-Không quân thành lập ngày 4 tháng 9 năm 1969 là cơ quan quản lý kỹ thuật của Quân chủng Phòng không-Không quân có chức năng tham mưu đề xuất với Thường vụ Đảng ủy, Thủ trưởng Bộ Tư lệnh Quân chủng về chủ trương, biện pháp thực hiện CTKT; chỉ đạo, hướng dẫn các cơ quan, đơn vị trong toàn Quân chủng bảo đảm tốt kỹ thuật thực hiện nhiệm vụ SSCĐ, QLVT và các nhiệm vụ đột xuất khác; quản lý, chỉ huy các cơ quan, đơn vị trực thuộc.

## Lịch sử
Ngày 4 tháng 9 năm 1969, Thứ trưởng Bộ Quốc phòng Trần Quý Hai ký Quyết định số 90/QĐ-QP tách Cục Hậu cần Phòng không-Không quân thành hai Cụcː Cục Kỹ thuật và Cục Hậu cần.

## Lãnh đạo hiện nay
- Chủ nhiệm (Cục trưởng): Đại tá Trần Trung Kiên
- Chính ủy: Đại tá Nguyễn Văn Hải
- Phó Chủ nhiệm (Phó Cục trưởng): Đại tá Phương Đình Thuyên
- Phó Chủ nhiệm (Phó Cục trưởng): Đại tá Nguyễn Trọng Quy
- Phó Chủ nhiệm (Phó Cục trưởng): Thượng tá Nguyễn An Cư
- Phó Chủ nhiệm (Phó Cục trưởng): Thượng tá Phạm Văn Điệp
- Phó Chủ nhiệm (Phó Cục trưởng): Đại tá, GS-TS Chu Anh Mỳ

## Tổ chức

### Khối cơ quan
- Phòng Tham mưu - Kế hoạch
- Phòng Chính trị
- Phòng Xe - Máy
- Phòng Vật tư tổng hợp
- Phòng Thiết bị hàng không
- Phòng Vô tuyến điện tử
- Phòng Vũ khí hàng không
- Phòng Máy bay - Động cơ
- Phòng Tên lửa
- Phòng Ra-đa
- Phòng Pháo phòng không - Tên lửa tầm thấp
- Phòng Tiêu chuẩn - Đo lường - Chất lượng
- Phòng Quản lý Xí nghiệp - Trạm xưởng
- Ban Tài chính

### Khối đơn vị
- Kho K255 (Đông Triều - Quảng Ninh)
- Kho K286 (Chương Mỹ - Hà Nội)
- Kho K312 (Sơn Tây - Hà Nội)
- Kho K332 (Ba Vì - Hà Nội)
- Kho K333 (Triệu Sơn - Thanh Hóa)
- Kho K334 (Tp. Hồ Chí Minh)
- Kho K336 (Đà Nẵng)
- Trung tâm Đo lường miền Bắc ( Cổ Nhuế - Hà Nội)

## Hệ thống cơ quan Kỹ thuật trong Quân đội
Bài chi tiết: Ngành Kỹ thuật Quân đội nhân dân Việt Nam
- Tổng cục Kỹ thuật thuộc Bộ Quốc phòng.
- Cục Kỹ thuật thuộc các Quân khu, Quân chủng, Tổng cục, Bộ đội Biên phòng, Cảnh sát biển, Bộ Tư lệnh Thủ đô Hà Nội, Quân đoàn, Binh chủng và tương đương.
- Phòng Kỹ thuật thuộc các Sư đoàn, Lữ đoàn, Vùng Cảnh sát biển, Bộ CHQS tỉnh, thành phố trực thuộc TW, Bộ CHBP tỉnh, thành phố trực thuộc TW và tương đương.
- Ban Kỹ thuật thuộc các Trung đoàn, Ban chỉ huy quân sự quận, huyện, thị xã và tương đương.

## Cục trưởng qua các thời kỳ

### Cục Kỹ thuật Phòng không-Không quân
- 1969-1977, Lương Hữu Sắt, Đại tá, sau Trung tướng, Phó Chủ nhiệm Tổng cục Kỹ thuật

### Cục Kỹ thuật Phòng không
- 1977-1979, Phan Thu, sau Trung tướng, Thứ trưởng Bộ Quốc phòng (2002-2006)
- 1979-1986, Trần Kim Ngọc, Đại tá
- 1986-1989, Nguyễn Xuân Thiều, Đại tá
- 1989-1998, Nguyễn Đăng Hồng, Đại tá
- 1998-1999, Bùi Đăng Phiệt, Đại tá, sau Thiếu tướng, Phó Tư lệnh Quân chủng PK-KQ

### Cục Kỹ thuật Không quân
- 1977-1979, Đỗ Hữu Nghĩa, Đại tá
- 1979-1980, Nguyễn Duy Quỳ, Đại tá
- 1980-1990, Trương Khánh Châu, Đại tá, sau Trung tướng, Thứ trưởng Bộ Quốc phòng (2002-2006)
- 1990-1999, Cao Thạch Khanh, Đại tá

### Cục Kỹ thuật Phòng không-Không quân
- 1999-2002, Bùi Đăng Phiệt, Đại tá, sau Thiếu tướng, Phó Tư lệnh Quân chủng PK-KQ
- 2002-2007, Nguyễn Quang Tiến, Đại tá
- 2007-2008, Vũ Xuân Bình, Đại tá, sau Thiếu tướng, Phó Chủ nhiệm Tổng cục Kỹ thuật
- 2008-2012, Nguyễn Văn Đảm, Đại tá, sau Thiếu tướng, Phó Tư lệnh Quân chủng PK-KQ
- 2012-2016, Võ Tá Quế, Đại tá, sau Thiếu tướng, Phó Chủ nhiệm Tổng cục Kỹ thuật
- 2016-2022, Lê Ngọc Bảo, Đại tá
- 2022-nay, Trần Trung Kiên, Đại tá

## Chính ủy qua các thời kỳ

### Cục Kỹ thuật Phòng không-Không quân
- 1969-1970, Phạm Đông, Đại tá
- 1970-1973, Nguyễn Ngọc Phiếu, Đại tá
- 1973-1975, Đặng Văn Duy, Đại tá, sau Thiếu tướng (1985), Cục trưởng Cục Tuyên truyền đặc biệt
- 1975-1977, Nguyễn Ly Sơn, Đại tá

### Cục Kỹ thuật Phòng không
- 1981-1985, Đỗ Văn Tha, Đại tá
- 1985-1990, Trịnh Trung Xô, Đại tá

### Cục Kỹ thuật Không quân
- 1977-1980, Phạm Tâm, Đại tá
- 1980-1984, Nguyễn Chính, Đại tá
- 1984-1990, Nguyễn Văn Bốn, Đại tá

### Cục Kỹ thuật Phòng không-Không quân
- 2008-2016, Bùi Duy Hùng, Đại tá, sau Thiếu tướng (2017), Ủy viên Thường trực Ủy ban Kiểm tra Quân ủy Trung ương
- 2016-2020, Nguyễn Xuân Vọng, Đại tá
- 2020-nay: Đại tá Nguyễn Văn Hải

## Các tướng lĩnh từng trải qua
- Trần Nhẫn, Đại tá, Phó Cục trưởng (1969-1970), sau Trung tướng (1989), Tư lệnh Quân chủng Phòng không
- Võ Minh Cẩm, Đại tá, Phó Cục trưởng (1990-2000), sau Thiếu tướng, Phó Chủ nhiệm Tổng cục Kỹ thuật
- Phan Thái, Đại tá, Phó Cục trưởng (1970-1975), sau Thiếu tướng, Phó Chủ nhiệm kiêm Tham mưu trưởng Tổng cục Kỹ thuật
- Hồ Thanh Minh, Đại tá, Phó Cục trưởng (1978-1983), sau Thiếu tướng, Phó Tư lệnh Quân chủng Phòng không-Không quân